# Hylaeus insolitus
Hylaeus insolitus är en biart som beskrevs av Roy R. Snelling 1966. Hylaeus insolitus ingår i släktet citronbin, och familjen korttungebin. Inga underarter finns listade i Catalogue of Life.